# マーキュリー13

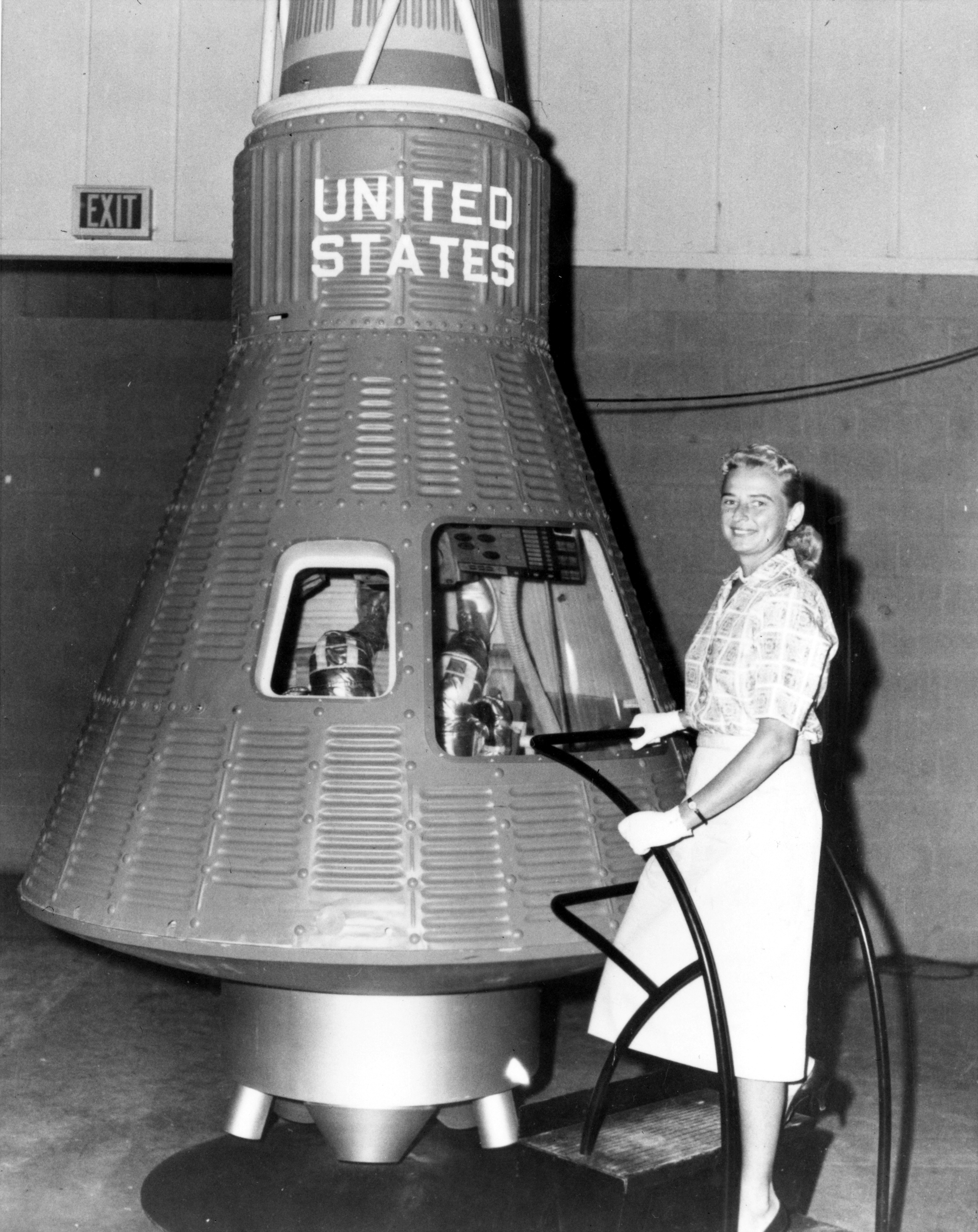
ジェリー・コッブとマーキュリー宇宙船（1960年代初頭）

マーキュリー13（英語: Mercury 13、マーキュリー・サーティーン）とは、1960年代にアメリカ合衆国において宇宙飛行士候補となるために訓練を行った13人の女性のことである。彼女らは、1959年4月9日にNASAがマーキュリー計画で男性宇宙飛行士を選抜したときと同様の生理学的スクリーニングテストを民間のプログラムで受け、合格した。「マーキュリー13」という呼び方は、1995年にハリウッドのプロデューサーであるジェームズ・クロスが、選抜された男性宇宙飛行士に与えられた「マーキュリー・セブン」という呼称になぞらえて作ったものである。マーキュリー13の女性たちは、NASAの宇宙飛行士プログラムには参加しておらず、NASAのミッションで宇宙を飛行したこともなく、13人全員で集まって何かをしたこともなかった。
1960年代、マーキュリー13の女性たちは、宇宙飛行士プログラムに女性を加えるよう、ホワイトハウスやアメリカ合衆国議会に働きかけていた。1962年、彼女たちは議会で証言を行った。クレア・ブース・ルースは、『ライフ』誌の記事で彼女たちを紹介し、女性を宇宙飛行士に加えなかったNASAを批判した。
13人のうちの1人であるウォリー・ファンクは、2021年7月20日に行われたブルーオリジンの「ニューシェパード」の16回目かつ初の有人飛行に搭乗して弾道飛行を行った。マーキュリー13の中で宇宙に行くことができた唯一の女性であり、また、当時82歳で史上最高齡の宇宙飛行士の記録を更新した。

## 歴史
NASAの有人宇宙飛行の計画当初は、最適な候補者は飛行機操縦士や潜水艦乗組員、南極や北極への探検経験者であると考えていた。また、パラシュートや登山、深海潜水などのエクストリームスポーツの経験者も適していると考えていた。
NASAは、この機会に多くの人が応募してくること、そのため候補者の選考試験に費用がかかることを予測していた。ドワイト・アイゼンハワー大統領は、アメリカ軍のテストパイロットなら、すでに厳しい試験に合格し訓練を受けているため最適だと考えた。これにより、選考試験の内容が大きく変わり、誰が宇宙へ行くことになるのかという歴史が大きく変わった。
元航空医官で後にNASAの生命科学特別諮問委員会の委員長を務めたウィリアム・ランドルフ・ラブレスは、NASAの男性宇宙飛行士のための選考試験の開発に携わっていたが、女性が同じ試験を受けたらどうなるのか知りたいと思った。1960年、ラブレスとドン・フリカンジャー空軍准将は、優秀な操縦士として知られていたジェリー・コッブを招待し、男性と同じ厳しい試験を受けさせた。
ラブレスがこのプログラムの開始に興味を持ったのは、彼がNASAの公式プログラムのための身体検査を行っていた医師だったからである。ラブレスは、非公式プログラムに資金を提供し、25人の女性を招待して身体検査を受けてもらった。ラブレスは、女性の体が宇宙でどのように反応するかに興味があった。このプログラムは非公式ものであり、世間から目立たないように行われていた。マーキュリー13は、主要な出版物では報道されなかったが、まったく知られていないというわけではなかった。
世界的に有名な女性飛行機操縦士であるジャクリーン・コクランが、実業家の夫とともにこのプログラムに出資し、ラブレスとコッブはさらに19人の女性を試験に参加させた。マーキュリー・セブンと同じ試験に合格したのは、13人だった。脳や心臓に異常があるために失格となった人もいた。この結果は、1960年8月18日にストックホルムで開催された「第2回潜水艦・宇宙医学国際シンポジウム」で発表された 。
研究プログラムのための試験を受けるという挑戦を受け入れた女性たちのことを、ジェリー・コッブはFirst Lady Astronaut Trainees (FLATs)（第1次女性宇宙飛行士訓練生）と呼んだ。
参加者の一人のウォリー・ファンクが書いた記事によれば、試験の機密性から、数年間の準備期間中に候補者全員が顔を合わせたことはなかった。1994年に初めて、マーキュリー13のうち10人がお互いに紹介された。

### 試験
人が宇宙で遭遇する状況が全て把握されているわけではないため、どのような検査が必要かを推測しなければならなかった。X線検査や一般的な身体検査のような典型的なものから、非典型的なものまで、さまざまな検査が行われた。例えば、胃酸の量を調べるためにゴムチューブを飲み込んだ。電気ショックを与えて前腕の尺骨神経の反射を調べた。めまいを起こさせるために、氷水を耳に入れて内耳を凍らせ、回復の早さを計った。負荷を掛けたフィットネスバイクを漕いで疲労させ、呼吸の状態を調べた。このほかにも、侵襲的で不快な試験が数多く行われた。

### 合格者
ラブレス財団は、NASAの宇宙飛行士選抜のために行ったものと同じフェーズIの身体検査を候補者に対して実施し、最終的に以下の13人の女性が合格した。
- マートル・ケーグル（英語版）
- ジェリー・コッブ
- ジャネット・ディートリック（英語版）[7]
- マリオン・ディートリック（英語版） - ジャネット・ディートリックと双子の姉妹[7]
- ウォリー・ファンク
- サラ・ゴアリック（英語版）（後にラトリー）
- ジェーン・ブリッグス・ハート
- ジーン・ヒックスソン（英語版）
- レア・ハーレ（英語版）（後にウォルトマン）
- ジーン・ノラ・スタンボー（英語版）（後にジェッセン）
- アイリーン・ルバートン（英語版）
- ジェリ・スローン（英語版）（後にトゥルヒル）
- バーニス・ステッドマン（英語版）

最年長の41歳のジェーン・ハートは、8人の子供の母親でもあった。最年少は23歳のウォリー・ファンクだった。マリオン・ディートリックとジャネット・ディートリックは双子の姉妹である。

### 追加の試験
数人の合格者が追加の試験を受けた。ジェリー・コッブ、レア・ハーレ、ウォリー・ファンクの3人は、オクラホマ州オクラホマシティに行き、隔離タンクテストと心理評価からなるフェーズII試験を受けた。しかし、家族や仕事の都合で、全ての合格者が追加の試験を受けることはできなかった。コッブがフェイズIIIの試験（軍用機器やジェット機を使った高度な航空医療試験）に合格すると、一行はそれに続くためにフロリダ州ペンサコーラの海軍航空医学学校に集まる準備をした。彼女たちのうち2人は、仕事を辞めて参加していた。しかし、彼女たちのもとにペンサコーラでの実験を中止するという電報が突然届いた。アメリカ海軍は、NASAからの正式な要請がない限り非公式なプロジェクトに施設を使うことを認めなかった。
ファンクはフェイズIII試験も完了したと報じられたが、この主張は誤解を招くものである。NASAが試験を中止した後、彼女は試験を受け続ける方法を見つけた。彼女はフェイズIII試験のほとんどを完了したが、それは特定のプログラムの一部ではなく、個人的な行動によるものだった。コッブは全ての訓練に合格し、男女の宇宙飛行士候補者の中で上位2%の成績を収めた。
試験での女性の活躍にもかかわらず、NASAは何年にもわたって女性を宇宙飛行士候補とすることを避けてきた。ソビエト連邦が1961年にユーリ・ガガーリンが世界初の宇宙飛行士となった後、1963年に初の女性宇宙飛行士ワレンチナ・テレシコワを送り出したにもかかわらずである。
- 19人の女性がラブレス・クリニック（英語版）による宇宙飛行士の適性検査を受けた[8]。
- NASAの男性候補者が集団で試験を受けたのに対し、女性候補者の試験は1人で、または2人1組で行われた[8]。
- ジョン・グレンやアラン・シェパードらマーキュリー計画の男性宇宙飛行士はアメリカ国民の注目を受けたが、女性の試験はほとんど知られることはなかった[11]。

## 下院委員会での性差別に関する公聴会
ペンサコーラでの試験が中止になったとき、コッブはすぐにワシントンD.C.に飛び試験の再開を求めた。コッブとジェニー・ハートは、ジョン・F・ケネディ大統領に手紙を書き、リンドン・ジョンソン副大統領を訪問した。そして、1962年7月17日と18日、ニューヨーク州選出のビクター・アンフーソ議員が、下院科学・宇宙飛行委員会の特別小委員会で公聴会を開いた。この公聴会では、1964年公民権法が成立して性差別が違法となる2年前に、性差別の可能性が調査されたのが大きな特徴である。
コッブとハートはラブレスの民間プロジェクトの利点について証言したが、ジャクリーン・コクランは、女性宇宙飛行士を養成するための特別なプログラムを設定することは、宇宙計画に悪影響を与えるのではないかという懸念を語り、彼女らの証言を大きく損なった。コクランは、夫とともにプロジェクトに資金を提供していたことから、マーキュリー13の活動に対して大きな発言力を持っていた。1960年にプログラムに参加することになったコクランは、プログラムをどのように変更すべきかについて、多くの提案を書いた。そのひとつが年齢制限で、これを変更すれば彼女はマーキュリー13のメンバーとして活躍することができた。また、コクランは当初はこのプログラムを支持していたが、後に、反対するようになった。コクランは海軍とNASAに宛てて、このプログラムがNASAの目標に沿って適切に運営されているかどうかを懸念する内容の手紙を送っており、これが、最終的にプログラムの中止の大きな決め手になったと考えられる。コクランがマーキュリー13のプログラムに反対するようになったのは、自分がアメリカで最も著名な女性飛行士でなくなることを懸念したためというのが一般的な見方である。コクランは公聴会で、「宇宙開発は時間が勝負であり、計画通りに進めることが、宇宙開発競争でソ連に勝つための唯一の方法である」として、女性を宇宙開発に参加させることに反対を唱えた。コクランの証言は、マーキュリー13の宇宙開発への参加に大きな影響を与えた。
NASA長官のジョージ・ローや宇宙飛行士のジョン・グレン、スコット・カーペンターは、NASAの選考基準では女性は宇宙飛行士候補としての資格を得られないと証言した。グレンも「女性がこの分野にいないのは、我々の社会秩序の事実である」と考えていた。彼らは、NASAが全ての宇宙飛行士に対し、ジェット機テストパイロットプログラムの卒業と工学の学位を要求していることを伝えていたが、一方で、ジョン・グレンが必要な学位を取得せずにのマーキュリー計画に配属されたことを認めていた。1962年当時、アメリカ空軍の訓練学校では女性の入学が禁止されており、アメリカ人女性が軍用ジェット機のテストパイロットになることはできなかった。マーキュリー13の中には、民間のテストパイロットとして雇用されていた者もおり、プロペラ機での飛行時間が男性宇宙飛行士候補者よりもかなり長い者が多かったにもかかわらず、NASAはプロペラ機での飛行時間をジェット機での飛行時間と同等のものとすることを検討しなかった。ヤン・ディートリヒは8千時間、ウォリー・ファンクは3千時間、アイリーン・レバートンは9千時間以上、ジェリー・コブは1万時間以上の飛行時間を記録していた。小委員会のメンバーの中には、このような経験の差を理由に女性たちの主張に共感する人もいたが、結果的には何も起こらなかった。
副大統領リンドン・ジョンソンの秘書のリズ・カーペンターは、NASA長官ジェームズ・E・ウェッブにこれらの要件を疑問視する手紙を起草したが、ジョンソンはその手紙を送らず、代わりに「今すぐにやめさせろ!」と書いた手紙を送った。

### 宇宙飛行士資格の問題
1958年にNASAが設立されて以来、宇宙飛行士の資格については議論の的となっていた。NASAは、宇宙飛行士に対し飛行機操縦士としての経歴を要求していた。特にテストパイロットは、新しい設計の飛行機を操縦するために訓練を受け、学ぶことができるという点で論理的な選択であった。ジェット機のテストパイロットは軍人が着任するものであり、当時女性はなることが認められていなかった。しかし、NASAは宇宙飛行士になるために大学卒業を要求していたが、マーキュリー・セブンに選ばれたジョン・グレンは学位を持っていなかった。グレンが学位の所持という資格を免除されていたことで、女性の宇宙飛行士を認める環境が整っていた。この背景にある大きな問題は、社会秩序の構築であった。女性が評価されるためには変化が必要だったが、すでに性別に支えられた立場で利益を得ている人々は、秘密裏に激しく抵抗した。女性が宇宙飛行士にふさわしいメリットや強さ、知性を持っているという証拠があるにもかかわらず、それを支持する者はほとんどいなかった。宇宙開発競争の中でNASAが懸念していたのは、酸素消費量と離陸時の空気抵抗のための重量だった。マーキュリー13の女性たちは、男性と同じ試験に合格したことにより、肉体的・心理的に宇宙飛行に耐えうるという証明がすでになされていた、女性にも男性と同じように宇宙飛行士としての役割を果たす権利があることをNASAに納得させるために、「社会秩序」を後押ししていた。1972年、1964年公民権法の改正によって、女性が宇宙に進出するための法的支援がようやく認められた。1978年には、ジェット戦闘機のパイロットになるための条件から性別が外された。この年、NASAは女性に対する最初の宇宙飛行士養成コースを設けた。彼女たちは、ミッション・スペシャリストという新しいカテゴリーの宇宙飛行士として認められた。

## メディアでの取り上げ方
1963年6月16日にソ連のワレンチナ・テレシコワが女性初の宇宙飛行士となったことで、ラブレスが私費で行っていた女性宇宙飛行士のプロジェクトはメディアから再び注目を浴びることになった。これを受けて、クレア・ブース・ルースは『ライフ』誌にNASAとアメリカの意思決定者を批判する記事を掲載した。ルースはラブレスの試験の最終候補者13人全員の名前を初めて公表し、その写真を掲載した。1963年6月17日、『ニューヨーク・タイムズ』紙は、ソ連の打ち上げ後のジェリー・コッブのコメントを掲載した。コッブは「いずれ女性を宇宙に送り出すのだから、（アメリカが）先にやってしまわなかったのは残念だ」とコメントした。
マーキュリー13については、数え切れないほどの新聞記事や映画、書籍が作られてきたが、どのメディアネットワークでも一面や冒頭のニュースとして取り上げられることはなかった。宇宙飛行士の訓練に女性を参加させることに反対する人たちは、アメリカが宇宙開発競争で成功するために、女性が「忍耐の美徳」と「焦燥の悪徳」のどちらを持っているかを見極める環境を作っていた。
メディアは、女性は虚弱で感情的であるため、男性のような厳しさに耐えられないことを暗示して、女性を宇宙飛行士には不適格であるように描いていた。
『ダラス・タイムス・ヘラルド』の科学ライターは、副大統領のリンドン・ジョンソンに対し、「（女性が）パンツを履いてビリヤードをすることは認めるが、宇宙には出さないでくれ」と懇願した。

## アメリカ初の女性宇宙飛行士

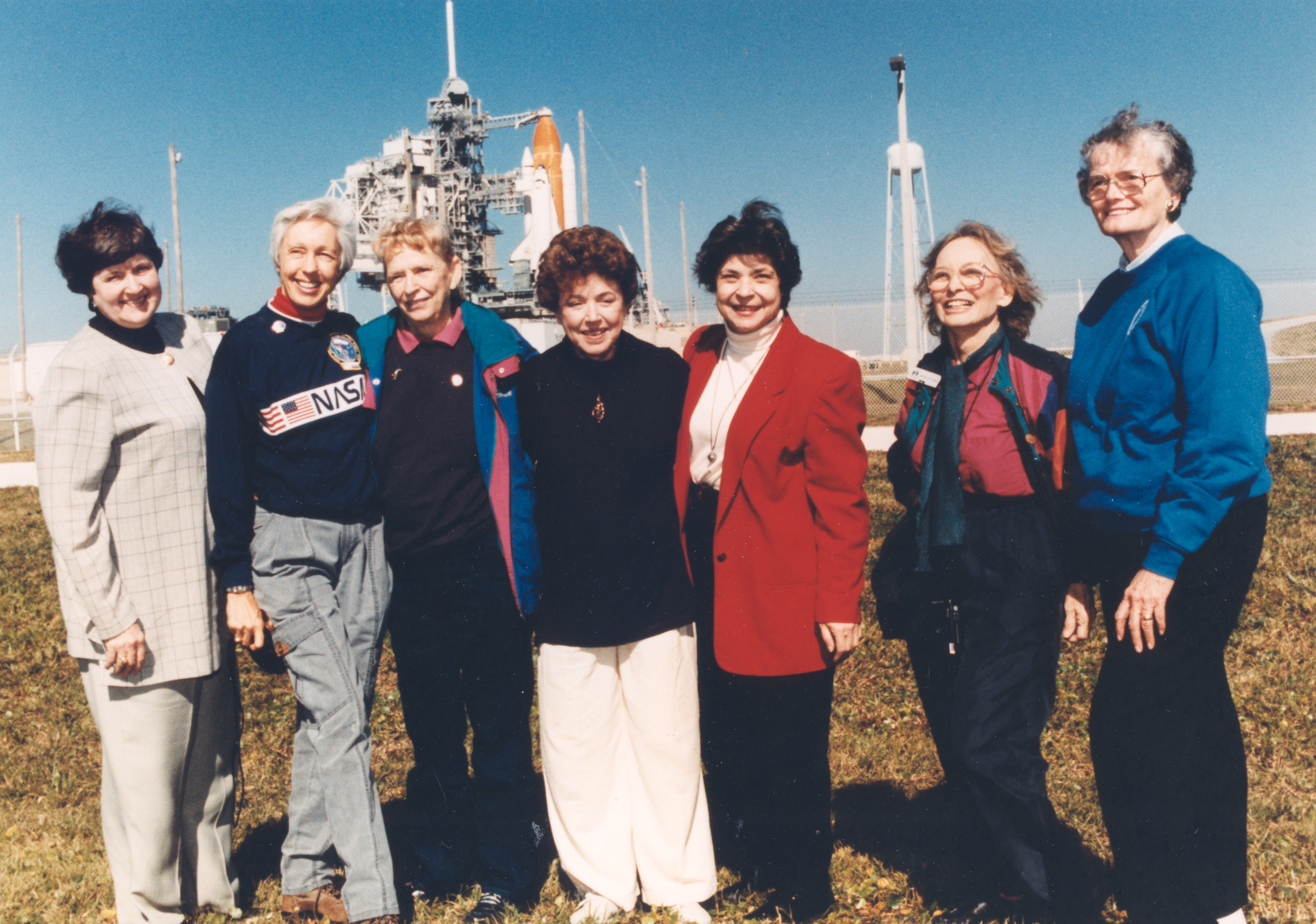
1995年のSTS-63の打ち上げに招待された、マーキュリー13のうち当時存命していた7人。左からジーン・ノラ・ジェッセン、ウォリー・ファンク、ジェリー・コッブ、ジェリ・トゥルヒル、サラ・ラトリー、マートル・ケーグル、バーニス・ステッドマン。

コッブとコクランはそれぞれ、その後何年にもわたって女性宇宙飛行士試験プロジェクトの再開を訴えてきた。1978年にようやく、スペースシャトルの運用プログラムの宇宙飛行士を選抜する第8宇宙飛行士グループにおいて、女性宇宙飛行士候補者が選出された。サリー・ライドは1983年のSTS-7でアメリカ人女性初の宇宙飛行士となり、アイリーン・コリンズは1995年のSTS-63で女性初のスペースシャトル操縦手となった。コリンズは、1999年のSTS-93で女性初のスペースシャトルの船長となり、2005年には、スペースシャトル飛行再開ミッションであるSTS-114でも船長を務めた。
STS-63の打ち上げには、マーキュリー13のうち当時存命だった7人をコリンズが招待した。BBCニュースは、もし女性の宇宙飛行士を規制する規則がなければ、宇宙に行った最初の女性はアメリカ人になっていたかもしれないと報じた。
コリンズは宇宙飛行士になることについて、「私が幼い頃に初めて宇宙飛行士についての本を読み始めたとき、女性の宇宙飛行士はいませんでした」と語っている。コリンズは子供の頃、マーキュリー計画の宇宙飛行士に感銘を受けた。彼女が高校生や大学生になる頃には、航空分野で活躍したい女性に多くの機会が与えられるようになっていた。コリンズは空軍に志願し、最初の1か月間の訓練中に、彼女が所属する基地を最新の宇宙飛行士クラスが訪問した。そのクラスには女性が初めて含まれていた。その時からコリンズは宇宙計画に参加したいと考えるようになった。
世界初の女性宇宙飛行士であるソ連のワレンチナ・テレシコワは、パイロットや科学者としての資格を持たなかったため、マーキュリー13よりも資格が低いと言われている。テレシコワはジェリー・コッブと対面した時、コッブが自分の目標となっていたことを伝え、「あなたが最初になるだろうと思っていました。何があったのですか?」と訊ねた。

## 賞と栄誉
- 2007年5月、ウィスコンシン大学オシュコシュ校は、当時存命だった8人に名誉博士号を授与した[26]。
- 2005年、アドラー・プラネタリウム・アンド・天文学博物館はマーキュリー13にWomen in Space Science Awardを授与した[27]。
- 2021年7月1日、ブルーオリジンは「ニューシェパード」の初の有人飛行にウォリー・ファンクが搭乗することを発表した.[28]。同年7月20日に弾道飛行が行われ、当時82歳のファンクは宇宙飛行士の史上最年長記録を更新した[29]。

## 情報源
- Weitekamp, Margaret (2004). Right Stuff, Wrong Sex: America's First Women in Space Program. Johns Hopkins University Press. ISBN 0-8018-7994-9
- Marconi, Elaine M. (2005年3月22日). “Women Who Reach for the Stars”. 2006年3月23日閲覧。
- Weitekamp, Margaret A. (2005年8月17日). “Lovelace's Woman in Space Program”. NASA History Division. 2006年3月23日閲覧。
- Funk, Wally. “THE MERCURY 13 STORY”. The Ninety-Nines. 2006年4月8日時点のオリジナルよりアーカイブ。2006年3月23日閲覧。
- Oberg, James. “The Mercury 13: setting the story straight”. The Space Review. 2007年5月14日閲覧。
- Ackmann, Martha (2003). The Mercury 13: the untold story of thirteen American women and the dream of space flight. New York: Random House
- Anfuso, Victor L.. “Hearings before the Special Subcommittee on the Selection of Astronauts”. U.S. House of Representatives. 2017年8月22日閲覧。